# Rehabilitación de motores navales
La rehabilitación de motores usados en buques implica una serie de procedimientos los cuales incluyen: puesta a punto de la distribución y verificación de funcionamiento de los sistemas de distribución e inyección para su correcto rodaje luego de una rehabilitación. 
La puesta a punto de la distribución consiste en ajustar huelgos, con valores predeterminados de fábrica, de levas y balancines, mientras que para verificarlo hay que sincronizar el cierre y apertura de las válvulas de escape y admisión con las distintas posiciones del pistón (O, lo que es igual, con la posición angular del cigüeñal) Luego de terminar este proceso, se determinará el orden de encendido.
En el caso del sistema de inyección, se procederá al reglaje del avance de ésta.

## Análisis de la distribución
Primero se determina si el motor es de 2 o de 4 tiempos. Si es de 2 tiempos, en los más simples, los orificios de entrada y salida son simples aberturas manejadas por el propio pistón en su carrera ascendente y descendente, con lo cual no poseerá sistema de distribución regulable. 
Pero si es de 4 tiempos, la apertura y cierre de las aberturas es controlada mediante válvulas a través del sistema de distribución. Generalmente los motores traen en su volante marcas indicando los puntos más importantes del diagrama polar para tener una referencia de antemano de este. Las marcas llevan un subíndice que indica a qué cilindro pertenecen. El volante también viene graduado para determinar anticipos y retardos de aperturas y cierres de las válvulas. Es extremadamente importante que el volante tenga marcas para la puesta a punto de la distribución, sino las tiene hay que hacérselas.

### Puesta a punto de la distribución
En los motores de 4 tiempos el ciclo completo se produce con dos giros del cigüeñal, y debido a que el árbol de levas está acoplado a éste, obligadamente llevará un engranaje del doble del diámetro que el del cigüeñal, para así lograr un solo giro del árbol por cada dos giros del cigüeñal. Si se toma un pistón, éste en cada ciclo pasará dos veces por el Punto Muerto Superior encontrándose en distintos tiempo siendo uno fin de compresión y el otro fin de escape, por ende, las válvulas se encontrarán en distinta posición para cada uno de estos puntos muertos superiores. En el fin de compresión, ambas válvulas se encuentran cerradas, mientras que para el fin de escape, las mismas se encuentran abiertas (Lo cual implica que los balancines están actuando y presionando a dichas válvulas) Esta situación, en la que ambas válvulas se encuentran abiertas, se denomina "cruce de válvulas".
La marca TDC o T indica el Punto Muerto Superior (Top Dead Center) y su subíndice indica el número de cilindro al cual pertenece. Por su parte la marca BDC o B indica el Punto Muerto Inferior (Before Dead Center) 
Para la puesta a punto de la distribución hay que tener los puntos muertos superiores marcados en el volantes. Los grados de anticipo y retardo los da el fabricante del motor. Los órdenes de encendido más comunes de los cilindros son: 
En los de cuatro cilindros: 1342-1243
En los de seis cilindros: 153624-124653-123654-154623
El cilindro opuesto al que estamos trabajando está en el tiempo contrario. Es decir, por ejemplo, en un motor de cuatro cilindros si el pistón 1 está en su punto muerto superior en fin de compresión, el 4 también lo estará, pero en fin de escape. Es decir en el 1 los balancines están sueltos (Sin presionar a las válvulas, por eso las mismas están cerradas) mientras que en el 4 están accionando las válvulas.
Para marcar en el volante los puntos muertos y anticipos, se debe primero elegir un cilindro, se toma como 1 a alguno de los extremos. Para proceder a marcar en su volante hay dos formas:
- La más fácil pero menos precisa es introducir una vara por el orificio del inyector hasta que apoye sobre el cielo del pistón. Se gira el cigüeñal y la vara acompañará al piston en su movimiento alternativo. Se marcará el PMS en el volante cuando la vara tenga su máxima salida.

- Para una mayor precisión se realiza un procedimiento que consiste en realizar una marca en el volante y otra en la pared de la camisa del cilindro poco antes de que el pistón llegue a su punto muerto inferior. La marca sobre la camisa se hace tomando el cielo del pistón como referencia. Entonces se hace girar el cigüeñal hasta que el pistón vuelve a pasar exactamente por esa misma marca, momento en el que se debe hacer otra marca sobre el volante. El punto medio entre las dos marcas realizadas al volante indica el PMI, y si se adicionan 180° más a dicha marca se podrá también hallar el PMS.

Si las marcas de los anticipos de retardos y anticipos de las válvulas de admisión y escape ya se encuentran en el volante, hay que asegurarse de que estén indicadas en mm. Si es así, ya se puede realizar la puesta a punto del motor, operación indispensable cada vez que se desarma el mecanismo de distribución. La puesta a punto consiste en disponer los órganos de la distribución de modo tal que los momentos de apertura y cierre de las válvulas coincidan con los tiempos del motor. Si la distribución es mediante engranajes hay que hacer coincidir las marcas de punzón que vienen de fábrica; si es por cadena hay que hacer coincidir las marcas de punzón y luego tensar la cadena.
En caso de que los engranajes no vengan debidamente marcados usaremos las marcas del volante, para ello se coloca al pistón patrón, generalmente el 1, en su PMI y se hace girar el árbol de levas hasta que las válvulas tanto de admisión como de escape queden cerradas o abiertas, lo cual indica que el pistón ha llegado a alguno de las dos situaciones de PMS posibles. Se decidirá cual usar acorde al orden de encendido.

### Determinación del orden de encendido
Como el orden de encendido es idéntico al de las admisiones y escapes, conociendo éstos se determinará el orden de combustión. El sentido de giro del cigüeñal será el correcto si al girar éste, luego del cruce de válvulas (Tomamos como referencia al cilindro patrón) le sigue inmediatamente el cierre de la válvula de escape (retardo). Sabiendo esto una vez que ese cilindro haya dejado de estar en cruce de válvulas se buscará el próximo que entre en cruce y que luego cierre la válvula de escape. Así sucesivamente hasta completar el orden de combustión. 

### Reglaje de taqués y válvulas
Se denomina reglaje de válvulas a setear el huelgo exacto entre la cola de la válvula y el balancín, para permitir la dilatación durante el funcionamiento. Dicho huelgo está muy bien determinado por el fabricante para cada modelo de motor, si es excesivo el balancín hará ruido y provocará una disminución del rendimiento del motor. Si es insuficiente no permitirá la dilatación de las válvulas ocasionando un cierre imperfecto de éstas sobre sus asientos. La operación se realiza en frío y con el pistón a regular en su PMS con sus válvulas cerradas y sus balancines libres. Se deberá disponer de un juego de sondas de distinto calibre de espesor. La sonda con el grosor adecuado se introducirá entre la cola de la válvula y el tope del balancín. Dicho tope consiste en un tornillo que se ajusta con una contratuerca para lograr los distintos huelgos.

### Avance de la inyección
El combustible es introducido en el cilindro antes de que el pistón llegue al PMS. Por ende, a la manivela del cigüeñal aún le falta un cierto ángulo que recorrer. Dicho ángulo se llama Avance de la Inyección y es determinado por el fabricante. 
Pasos a seguir para determinar el avance de la inyección:
1. Se quita el tubo de impulsión del inyector del cilindro a regular y se coloca un tubo tipo cuello de cisne. Dicho procedimiento debe hacerse sin la válvula de retención y su resorte, por lo tanto al colocar el cuello de cisne antes se deberán quitar estos elementos.
2. Colocar un recipiente donde descargue el cuello de cisne. La bomba debe tener alimentación constante y la cremallera estar en posición de máximo envío. El pequeño pistón del inyector está en su posición inferior, y estando además las lumbreras descubiertas, el combustible se dirigirá hacia el recipiente. En esta posición saldrá el combustible en forma de chorro.
3. Se hace girar el cigüeñal, con lo cual el chorro de combustible se hará más tenue y débil hasta que comience a caer en gotas con frecuencia cada vez menor. Cuando la frecuencia del goteo sea de una gota cada 10 segundos, se realizará un leve giro del cigüeñal y para entonces se habrán obturado completamente las lumbreras. Ese momento corresponde al anticipo de la inyección. Se efectuará la correspondiente marca en el volante.

- Datos: Q21573764